# فیلکو
فیلکو (انگلیسی: Philco) یک شرکت الکترونیکی آمریکایی است، که در سال ۱۸۹۲ تأسیس شد.